# Дуброва (Ленинградская область)
Дуброва — деревня в Самойловском сельском поселении Бокситогорского района Ленинградской области.

## История
ДУБРОВА — деревня Селивановского общества, прихода погоста Лучна

Крестьянских дворов — 5. Строений — 8, в том числе жилых — 5.

Число жителей по семейным спискам 1879 г.: 17 м. п., 11 ж. п.; по приходским сведениям 1879 г.: 12 м. п., 11 ж. п.

В конце XIX — начале XX века деревня административно относилась к Обринской волости 5-го земского участка 3-го стана Тихвинского уезда Новгородской губернии.
В начале XX века в деревне находился жальник и каменные кресты.

ДУБРОВА — деревня Селивановского общества, число дворов — 6, число домов — 12, число жителей: 21 м. п., 19 ж. п.; Занятия жителей: земледелие. Колодец. Часовня. (1910 год)

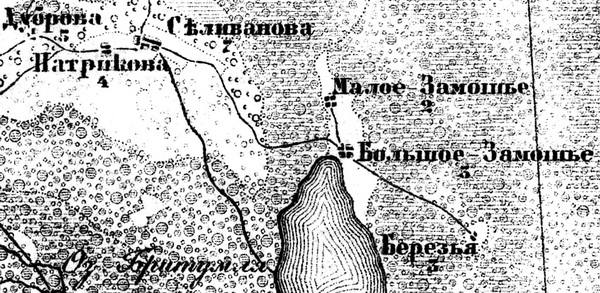
Деревня Дуброва на карте 1917 года

Согласно военно-топографической карте Новгородской губернии издания 1917 года, деревня насчитывала 5 крестьянских дворов.
По данным 1933 года деревня Дуброва входила в состав Самойловского сельсовета Ефимовского района.
По данным 1966 года деревня называлась Дуброво и входила в состав Самойловского сельсовета Бокситогорского района.
По данным 1973 и 1990 годов деревня Дуброва входила в состав Самойловского сельсовета.
В 1997 году в деревне Дуброва Самойловской волости проживал 1 человек, в 2002 году — 4 человека (все русские).
В 2007 году в деревне Дуброва Самойловского СП проживали 5 человек, в 2010 году — 3.

## География
Деревня расположена в западной части района на автодороге 41К-296 (подъезд к дер. Селиваново и Замошье).
Расстояние до административного центра поселения — 5 км.
Расстояние до ближайшей железнодорожной платформы Обринский на линии Волховстрой I — Вологда — 4 км.

## Демография
| 1997 | 2002 | 2007 | 2010 | 2017 |
| ---- | ---- | ---- | ---- | ---- |
| 1    | ↗4   | ↗5   | ↘3   | →3   |